# Atlantic Beach (Nueva York)
Atlantic Beach es una villa ubicada en el condado de Nassau en el estado estadounidense de Nueva York. En el año 2000 tenía una población de 1986 habitantes y una densidad poblacional de 1.588,7 personas por km².

## Geografía
Atlantic Beach se encuentra ubicada en las coordenadas 40°32′24″N 73°43′54″O / 40.54000, -73.73167. Según la Oficina del Censo, la ciudad tiene un área total de 2,6 km² (1 mi²), de la cual 1,3 km² (0,5 mi²) es tierra y 1,3 km² (0,5 mi²) (52.00%) es agua.

## Demografía
Según la Oficina del Censo en 2000 los ingresos medios por hogar en la localidad eran de $85 122, y los ingresos medios por familia eran $93 647. Los hombres tenían unos ingresos medios de $67 583 frente a los $49 750 para las mujeres. La renta per cápita para la localidad era de $44 035. Alrededor del 5.6% de la población estaban por debajo del umbral de pobreza.